# Bortigali
Bortigali est une commune italienne de la province de Nuoro dans la région Sardaigne en Italie.

## Administration
| Période                                  | Période | Identité | Étiquette | Qualité |
| ---------------------------------------- | ------- | -------- | --------- | ------- |
|                                          |         |          |           |         |
| Les données manquantes sont à compléter. |         |          |           |         |

### Hameaux
Mulargia

### Communes limitrophes
Birori, Bolotana, Dualchi, Macomer, Silanus

### Évolution démographique
Habitants recensés